# Mauricio Pedroza
Mauricio Javier Pedroza Castro (San Luis Potosí, México, 1981) es un narrador y analista deportivo mexicano para ESPN Deportes e ESPN internacional, radicado en Los Ángeles, California. Es especialista en múltiples deportes, como el fútbol, el fútbol americano, los deportes extremos (X Games), el deporte olímpico y los deportes de combate.

## Formación académica y debut en televisión
Mauricio Pedroza se formó como abogado en la Universidad Autónoma de San Luis Potosí. En mayo de 2006 ganó el reality show Dream Job: El Reportero de ESPN Deportes, tras lo cual se incorporó a la cadena de televisión durante la transmisión de la Copa Mundial de Fútbol de 2006 en Alemania.

## Carrera profesional
En septiembre de 2006, Pedroza se unió a tiempo completo al cuerpo de reporteros de ESPN. En 2008 se incorporó al equipo de conductores de SportsCenter de la Ciudad de México, siendo esa su asignación principal durante seis años.
Pedroza debutó como analista de estudio de la Liga Nacional de Fútbol Americano (NFL) en 2011, en el programa NFL Semanal. Desde entonces participa en programas dedicados a la NFL, como NFL Live y Monday Night Football. Asimismo realizó la cobertura de ocho Super Bowls para ESPN en español.
En abril de 2015, Pedroza se mudó a Los Ángeles, para sumarse a la conducción de Nación ESPN, junto con David Faitelson y posteriormente con Pilar Pérez; condujo este programa hasta diciembre de 2018. Además, entre agosto de 2016 y agosto de 2018 encabezó Raza Deportiva ESPN, para radio y televisión.
Desde enero de 2019, Pedroza es presentador de Ahora o Nunca en ESPN Deportes junto a Hérculez Gómez, un programa que combina contenidos de deporte cultura pop dirigido a la juventud. También es narrador de fútbol para ESPN, enfocándose en la cobertura de fútbol mexicano y la Major League Soccer.